# Guldbarre (chokolade)
 For alternative betydninger, se Guldbarre. (Se også artikler, som begynder med Guldbarre)
Guldbarre er navnet på en populær chokoladebar fra Toms.
Den klassiske guldbarre er en chokoladebar på 45g. Den blev introduceret første gang i 1933, men blev ikke nogen succes og forsvandt hurtigt fra markedet igen. Først ved en ny introduktion senere i 1930'erne slog den igennem og har været på markedet siden. I første omgang fandtes to varianter: fløde (lys) og bitter (mørk). Siden er et utal af forskellige varianter sendt på markedet. 
I 2006 fandtes følgende varianter:
- Mælk
- Mørk
- Mælk og nødder
- Knas
- Orangeknas
- Hvid vanilje
- Karamel
- Sukkerfri (mørk)
- Max Havelaar/Fairtrade (ekstra mørk)

Den klassiske bar har eksisteret i en række forskellige størrelser, men er nu (2010) blevet skåret ned til nogle få størrelser: 10g , 45g. samt 180g. I starten af 2000'erne blev der introduceret en plade på 200g (180g i 2010) med de populæreste varianter:
- Mælk
- Mørk
- Mælk og nødder
- Knas
- Orangeknas
- Mandel (findes kun som 200g-plade)

I 2006 blev en ny type guldbarre med fyld introduceret. Den ligger i størrelse mellem baren på 45g og pladen på 200g. I dag (2010) ligger vægten på 90g.
Den findes i 5 varianter:
- Mint-creme
- Nougat
- Helnød
- Mørk helnød
- Skildplade (som mange fejlagtigt tror hedder Skildpadde – da den indeholder cremen fra Toms Skildpadder)